# Kostel svatého Martina ve zdi
Kostel svatého Martina ve zdi (latinsky ecclesia sancti Martini in muro) je gotický (původně románský) kostel na pražském Starém Městě. Byl postaven asi mezi lety 1178 až 1187 v tehdejší osadě Újezd, která pak byla podle kostela nazývána Újezd u Svatého Martina. Stavba kostela svou jižní stěnou přiléhala k hradební zdi, proto název „ve zdi“.
Kostel vlastní hlavní město Praha a užívá jej Českobratrská církev evangelická. V neděli dopoledne se v něm konají bohoslužby v němčině a večer české bohoslužby, které nespadají pod žádný běžný farní sbor, ale jsou díky tomu místem otevřeného setkávání bez vazby na konkrétní faráře či farářky. 

## Stavební vývoj

### Románská podoba

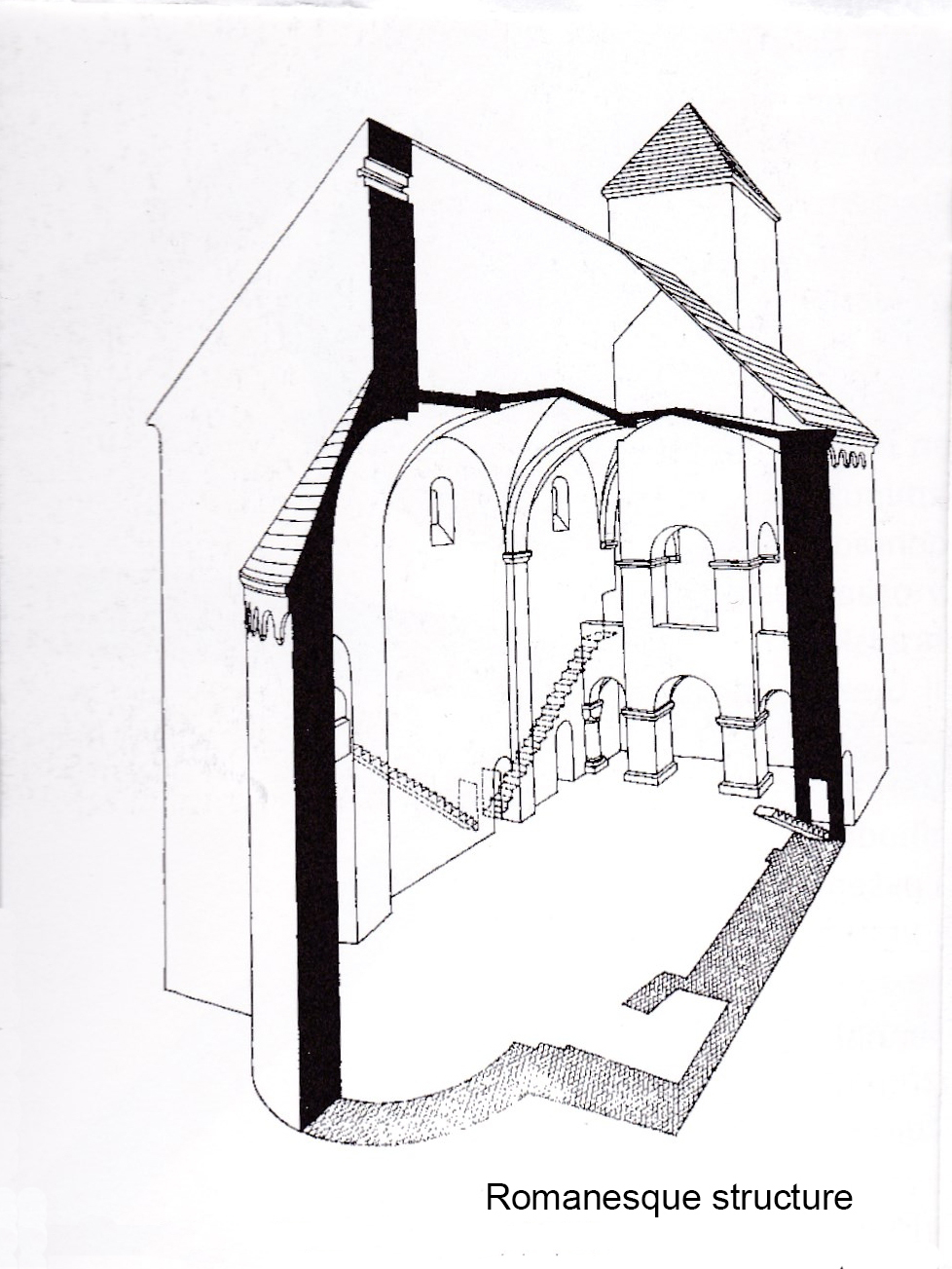
Románská podoba kostela

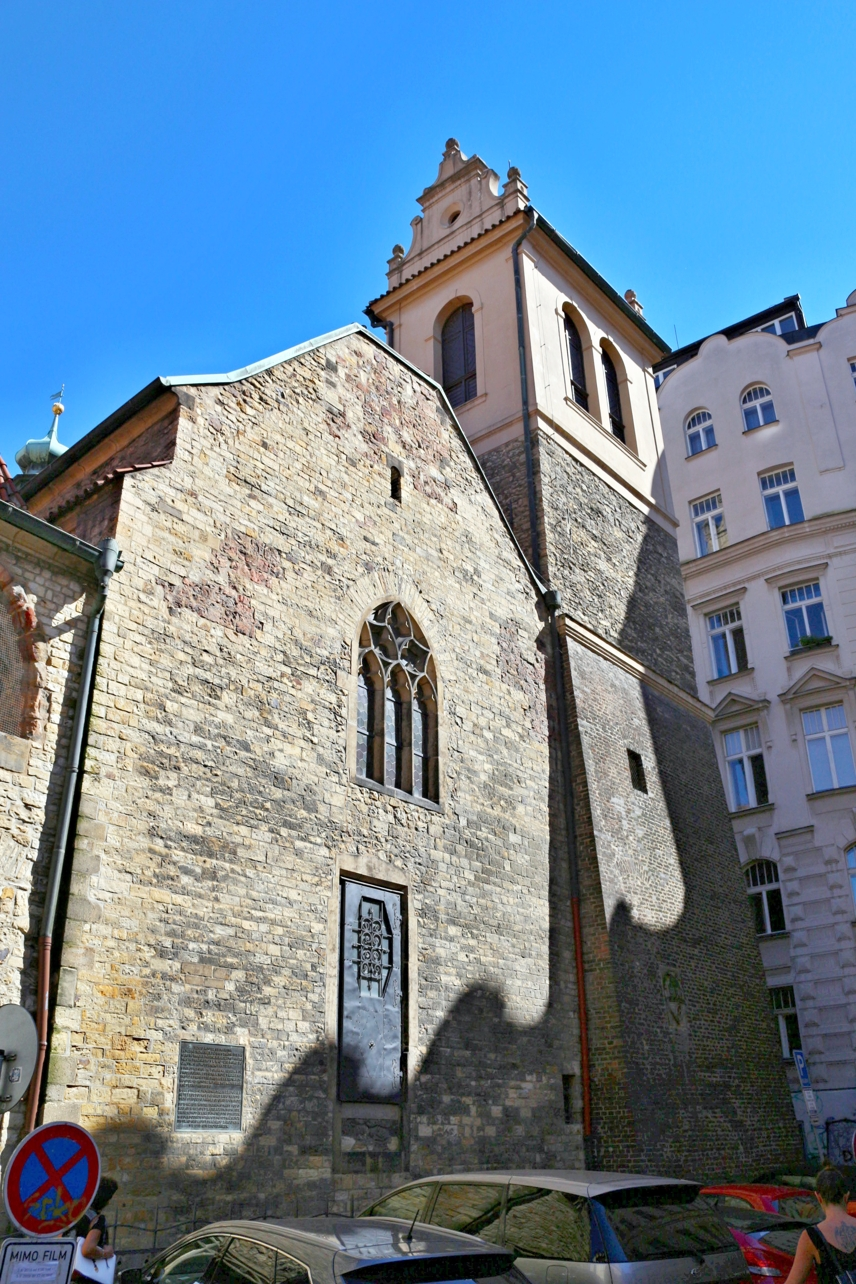
Západní průčelí kostela

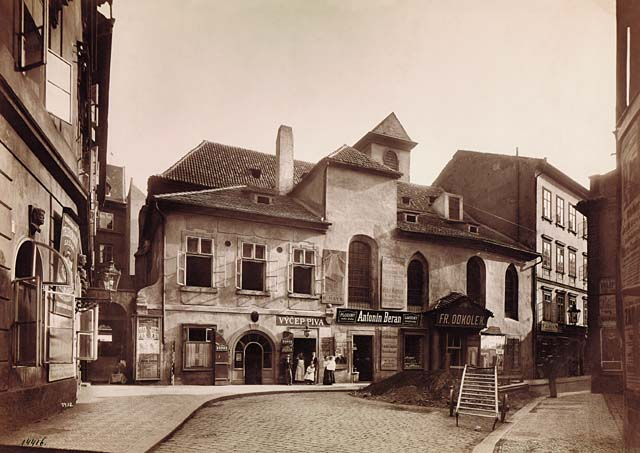
Zrušený kostel sv. Martina ve zdi byl v 19. století využit pro obytné a obchodní prostory. Kolem roku 1905 byl regotizován (foto Jindřich Eckert kolem roku 1890)

Kostel svatého Martina vzbuzoval v literatuře pozornost především po zjištění jeho románského jádra při restauraci prováděné Kamilem Hilbertem na počátku 20. století. V roce 1905 vyšla obsáhlá studie Josefa Teigeho. Byly činěny pokusy o rekonstrukci původní podoby. Vojtěch Birnbaum a Jiří Čarek předpokládali dvojici věží nad bočními východními prostory, Václav Mencl se přikláněl spíš k dvojici empor v jihovýchodním a severovýchodním rohu s přístupem větvemi schodišť ve tloušťce zdi a jediné věži v západní části lodi, tato teorie byla široce přijata. Pod těmito bočními emporami byly v sousedství půlkruhové apsidy otevřeny nevelké prostory, jejichž funkce je neznámá.
Dobroslav Líbal odmítl existenci západní věže, poukazoval na příliš slabé sloupky tribuny. Zdeněk Dragoun odkryl zdivo jihovýchodního bočního prostoru, tím přinesl nové poznatky. Půdorys východní části kostela byl silně nepravidelný. Podoba raně středověkého kostela se výrazně odlišovala od dobové produkce.
Osada, v níž byl kostel postaven, se před rokem 1178 nazývala Újezd a po roce 1187 Újezd svatého Martina – z toho se usuzuje, že kostel byl postaven mezi těmito lety, když osada byla knížecím majetkem. Osada připadla vyšehradské kapitule jako dar Soběslava II.
Původní základ kostela byl jednolodní, prakticky shodný s dnešním půdorysem hlavní lodi dnešního tvaru s řadou románských architektonických prvků. Vnitřek románského kostela byl pravděpodobně vyzdoben nástěnnými malbami. Kostel byl zaklenut dvěma poli křížových kleneb. Kostel byl postaven z kvádrového řádkovaného zdiva.
Při stavbě hradeb Starého Města ve 30. letech 13. století byl Újezd rozdělen na dvě části, na území pozdějšího Nového Města zůstala větší část a menší se stala i s kostelem součástí Starého. Jižní stěna přiléhala ke zdi a zeď ukončila funkci pohřebiště jižně od ní. Průběh hradby v těsné blízkosti ani způsob jejího napojení nejsou známy. Také se nedochovaly stopy po spojení hradebního ochozu. Tehdy vznikl přívlastek „ve zdi“. V sousedství byla městská brána svatého Martina.
Farnost patřila k menším okrskům, odváděla tehdy pětkrát méně než Týnský chrám.

### Gotická přestavba

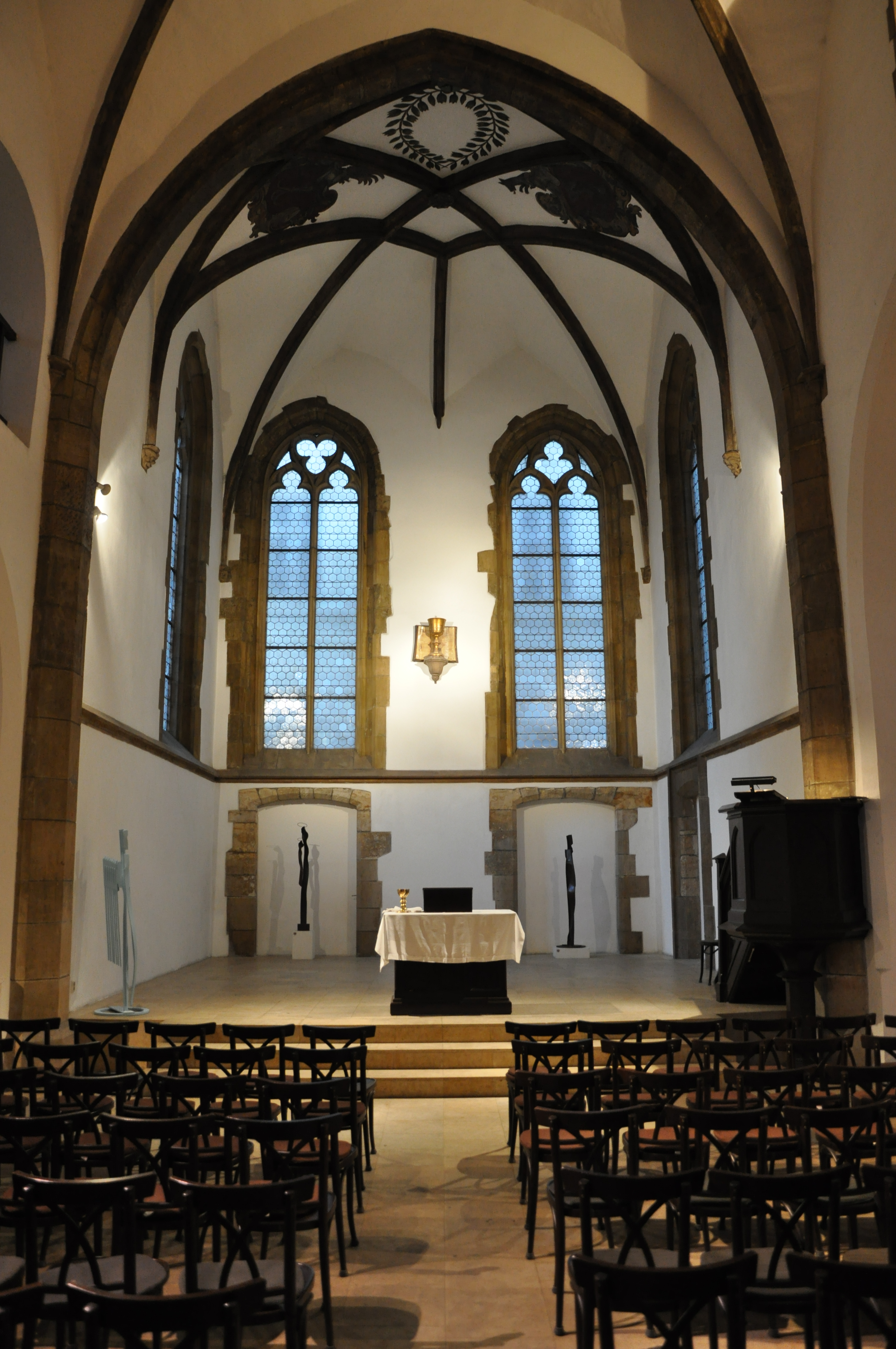
Interiér kostela, pohled do presbytáře

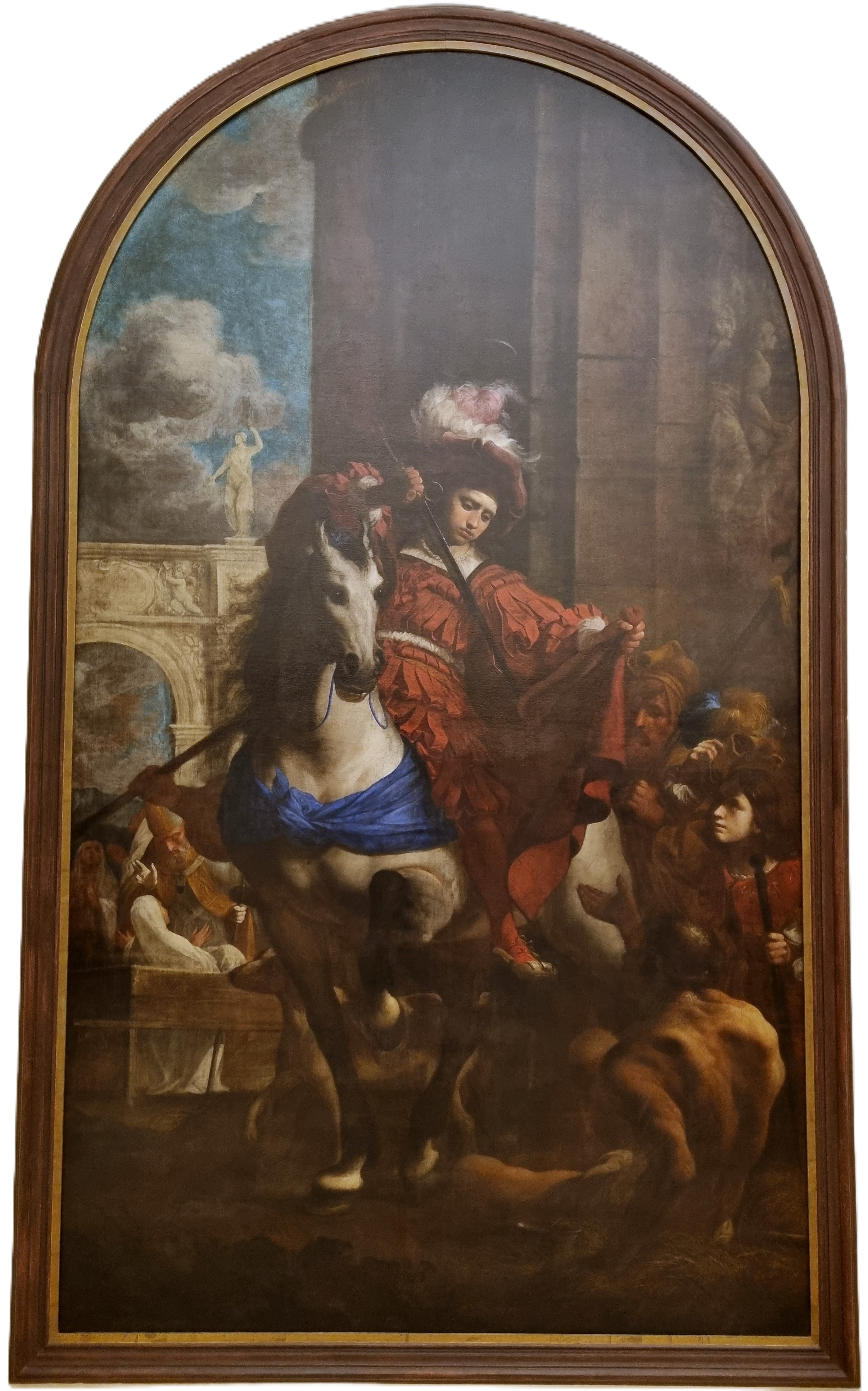
Sv. Martin se dělí s žebrákem o plášť - Karel Škréta (po 1650)

Gotické stavební úpravy se uskutečnily po roce 1350, za doby vlády Karla IV. Oltář byl založen roku 1358. Byla zvýšena úroveň podlahy, loď byla prodloužena o nový rovně uzavřený presbytář, který byl jako první v Česku opatřen v čelní stěně dvojicí oken. Zaklenut byl síťovou klenbou na konzolách a zastřešen valbovou střechou. V jižní stěně byla proražena nová hrotitá okna (jejich dnešní podoba je ale výsledkem Hilbertovy restaurace. Loď byla zvýšena a nově zaklenuta, byla postavena hranolová zeď při jihozápadním nároží. Klenba s nepravidelným průběhem a věž na boku kostela byly dokončeny před rokem 1358. Presbytář byl v 60. letech 14. století zaklenut žebrovou klenbou, jež je považována za jednu z nejstarších takových v Česku. Její žebra vyrůstají z jehlancovitých konzol s maskarony, na svornících jsou růže a hvězda. Kolem chóru obíhá podokenní římsa. Odstranění hradby při kostele bylo nezbytnou podmínkou rozšíření budovy k východu.
Svatomartinský farář Jan z Hradce, stoupenec Jana Husa, počal jako jeden z prvních v roce 1414 podávat v kostele pod obojí. (Nicméně navzdory rozšířené legendě to nebyl první kostel, kde se podobojí podávalo.) Roku 1433 se v kostele konal Svatomartinský sněm husitů. Tím pádem byl i kališnický kostel ušetřen zkázy v době husitských bouří. Současnou půdorysnou podobu získal kostel za pozdně gotických úprav. Přestavba probíhala postupně a byla ukončena roku 1488 díky financování kališnického měšťana Viktorina Holce. Ten zřídil pavlač ze svého domu na tribunu kostela. Byly přistavěny boční lodi – severní se třemi a jižní se dvěma křížovými poli s žebry, a tak získal kostel dnešní půdorys. Pozdně gotický je taktéž portál z hlavní lodi na kruchtu v severní boční lodi.
Roku 1595 byla iniciována sbírka na opravu chrámu, ta byla uskutečněna roku 1600. Byly zřízeny krovy, hřbitovní ohrada, později postavena kostnice, pak kostel omítnut a vymalován mistrem Janem Kohoutkem. Malíř Jakub Slánský doplnil malbu nad kazatelnou a Petr Smolík napsal na stěny text kompaktát. Roku 1611 byla na jižní straně založena kaple sv. Rocha. Po roce 1650 byl na hlavní oltář pořízen obraz od významného barokního malíře Karla Škréty, který se po zrušení kostela dostal do sbírek Národní galerie.  Roku 1678 Svatomartinskou čtvrť zasáhl požár. Horní část věže byla poté přestavěna, v dolní části opatřena skarpou. Kostel byl opatřen novým krovem, kaple svatého Eligia pod oratoří získala dodnes zachovaný trámový strop. 

### Barokní úpravy
Roku 1779 byl postaven barokní portál na severní straně (do ulice). Posléze byly mezilodní arkády oštukovány. Brzy na to, roku 1784, byl kostel zrušen císařským patentem a odprodán i se zařízením v dražbě 29. srpna 1785. Postupně se stal obytným domem, byl předělen do dvou podlaží, z nichž spodní obsahovalo krámy (v tomto stavu je kostel zachycen v Langweilově modelu Prahy).

### Rekonstrukce ve 20. století

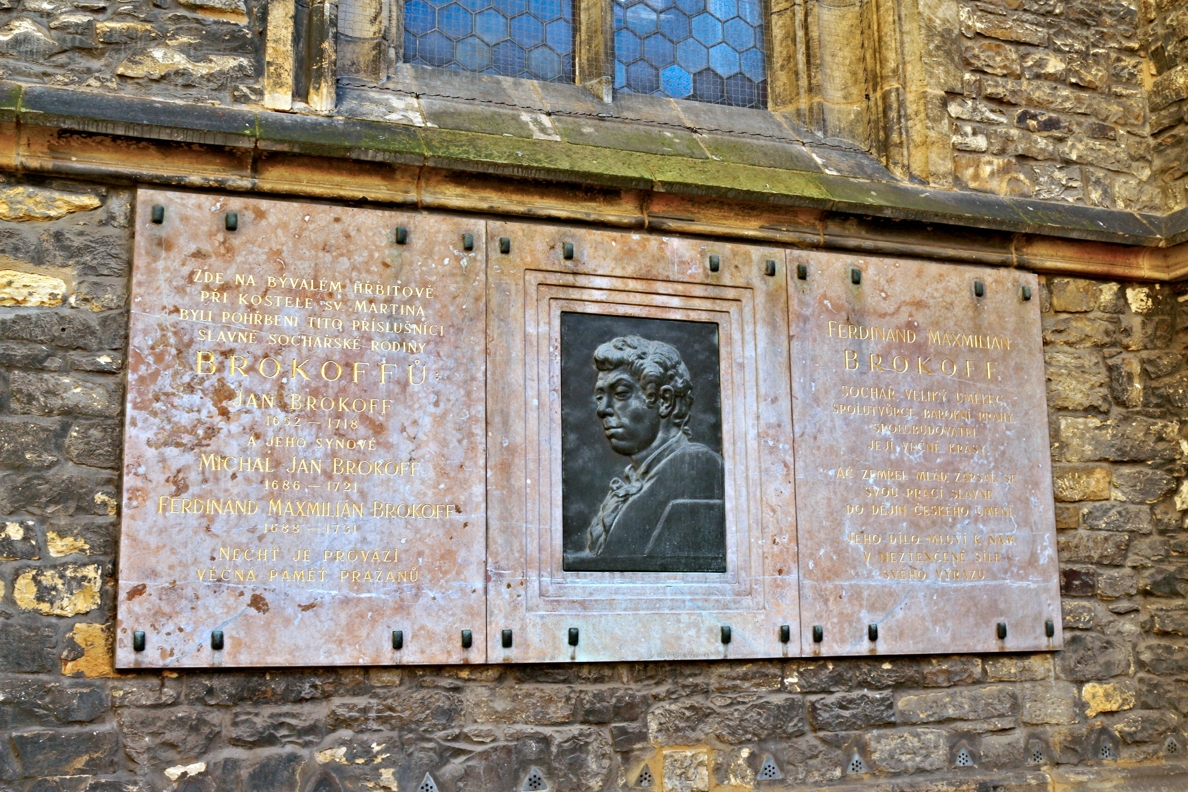
Pamětní deska Brokoffů

Roku 1904 jej odkoupila pražská obec a roku 1905 počal kostel rekonstruovat Kamil Hilbert. Při obnově odstranil kapli na jižní straně a upravil zastřešení věže. Byl zrušen farní hřbitov vně kostela i krypta a hrobky uvnitř chrámu. Archeologické nálezy z hrobů se prostřednictvím různých dárců dostaly do sbírek Národního muzea a Muzea hl. m. Prahy. Roku 1909 byla na severní vnější stěně kostela u presbytáře umístěna pamětní deska rodiny Brokoffů od Josefa Mařatky. Po první světové válce kostel připadl Českobratrské církvi evangelické, která provedla generální opravu.

## Budova vsoučasnosti

### Půdorys
Kostel má půdorys pseudobasilikálního trojlodí. Má čtvercové kněžiště a věž na jihozápadním nároží. Půdorys je poměrně nepravidelný, to je dáno častými přestavbami.

### Hlavní loď
Hlavní loď je zastřešena sedlovou střechou, nad presbytářem s valbou, nad průčelním štítem polovalbou. Obdélná hlavní loď je zaklenuta dvěma téměř čtvercovými poli křížové klenby s meziklenebním žebrem. Střední konzola na severní stěně je nahrazena poloválcovou konzolou, pod ní je plochý pilastr. Západní pole je v šíři varhanní kruchty zalomeno lomenou klenbou s pasem, na klenbě je znak s českým lvem. Severní stěna hlavní lodi se při triumfálním oblouku otvírá vysokým hrotitým obloukem do sousední kaple svatého Eligia. Na stěně hlavní lodi byla Hilbertem odkryta dvě půlkruhová čela někdejší románské klenby, ve východním čele obdélný otvor. Na kruchtu vede ze severní strany původní sedlový portálek s přetínáním. Jižní stěnu hlavní lodi prolamují do boční lodi dvě půlkruhové arkády na mohutném hranolovém okoseném kvádrovém pilíři. Kruchta je podklenutá jedním polem křížové hřebínkové klenby. Její zábradlí je plně zděné, zpevněné pětibokými pilíři. Pod kruchtou bylo objeveno podkruchtí, úroveň románské podlahy zde probíhá cca o 2 metry níže.

### Severní boční loď

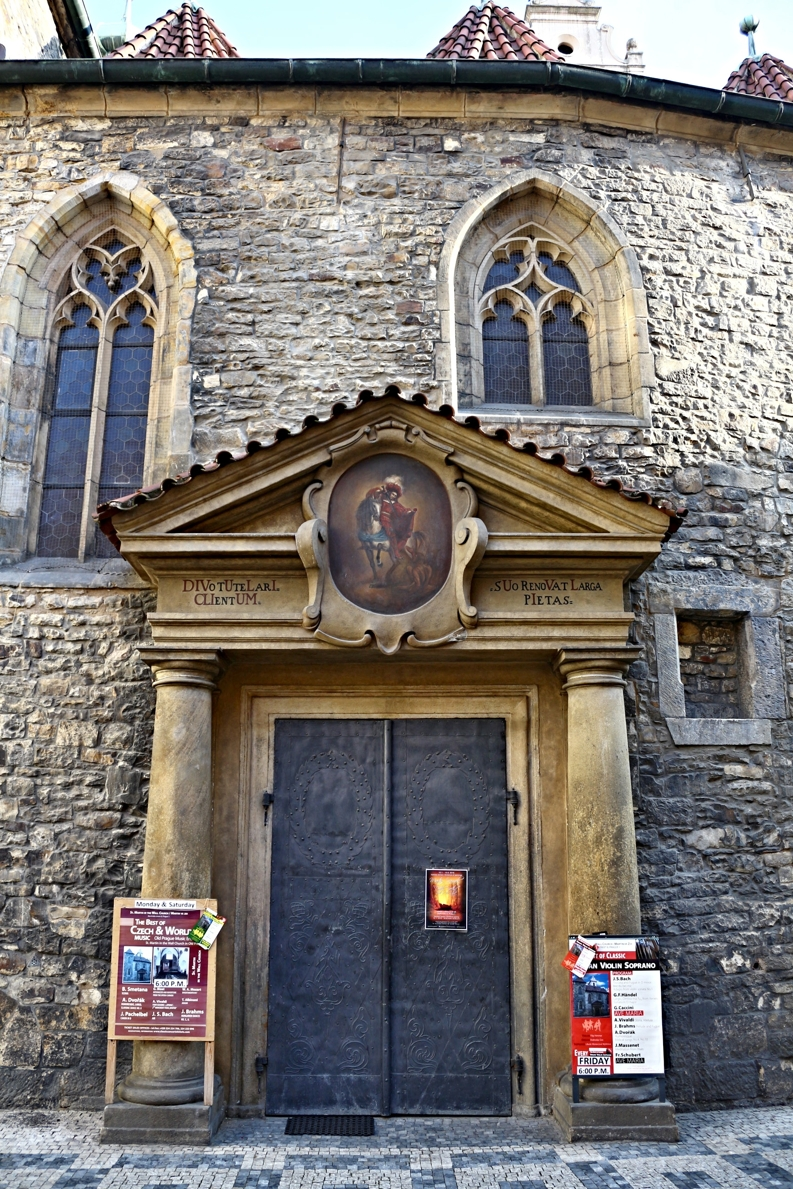
Severní vstup do kostela s malbou svatého Martina na koni

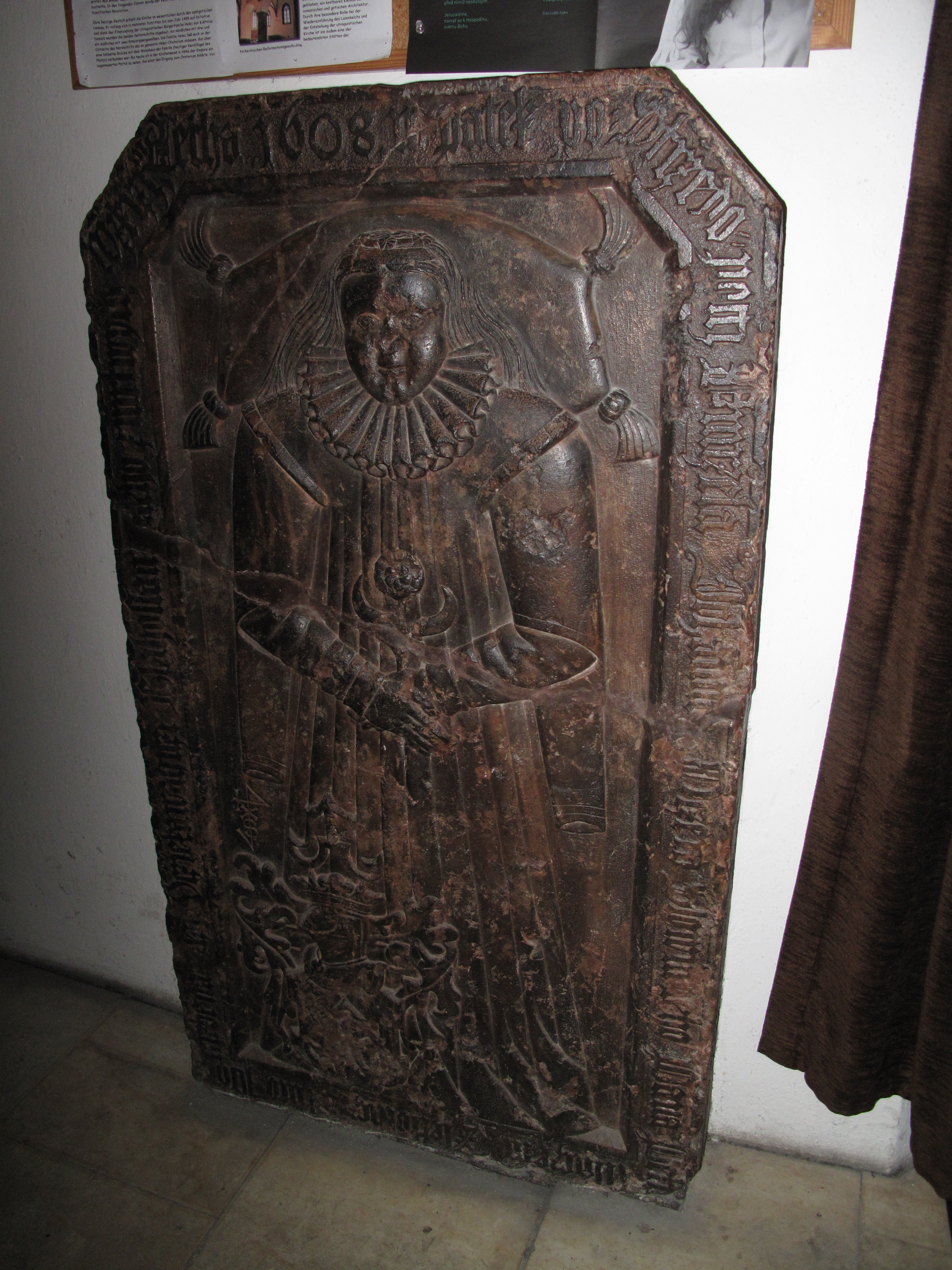
Náhrobník Johanny Macerové z Letošic

Nad severní boční lodí se nachází tři valbové stříšky. Severní boční loď má jednoosou západní stěnu, v přízemí má novogotický portál s iniciálami Kamila Hilberta a letopočtem 1906. Boční severní fasáda je bez opěráků a čtyřosá. Portál s profilovaným gotickým ostěním od Hilberta doplňuje edikulové rámování s oválnou kartuší ve štítu, to pochází z barokního portálu z konce 17. století. Kartuše je zdobena barokní malbou svatého Martina na koni. Severní boční loď obsahuje ve východní části v patře oratoř s hvězdovou klenbou, doplněnou kruhovým svorníkem s kolčím štítkem. Nárožní konzoly mají podobu maskaronů. Kaple svatého Eligia pod oratoří má barokní záklopový malovaný strop s ornamentálními, figurálními a zvířecími motivy. Zbytek boční lodě je zaklenut křížově s meziklenebními žebry, jsou zde také kruhové svorníky.
Při zdi severní boční lodi je renesanční náhrobník Johanny Macerové z Letošic, dcery měšťana Starého Města a v letech 1599–1618 prokurátora při nejvyšších soudech zemských Petra Macery z Letošic. 

### Jižní boční loď
Jižní boční loď má dvě pole křížové klenby, která odděluje pas. Klínová jednou vyžlabená žebra se protínají v kruhových svornících. Konzoly mají tvar jehlance. Jsou zdobeny naturalisticky. Na západní stěně při věži je lomený ústupkový gotický portálek pod úrovní dnešní podlahy, která je proti gotické zvýšena o asi 65 cm. Dále novogotický vstup na schodiště do věže. Ta je vystavěna převážně z lomového kamene, má v přízemí i patře valenou klenbou, do patra vede románské schodiště v síle zdi.
Jižní boční loď má na nároží nakoso postavený opěrák, na jižní stěně dva další. Na východní straně vede do lodi jedno, z jihu dvě lomená okna okna s obnovenými kružbami. Vpravo je při horní části východního opěráku vsazena obdélná deska s reliéfem helmy s křídly a fafrnochy. Na boční stěnu lodi navazuje věž. Nároží zpevňuje šikmo přizděná cihlová skarpa. Severní a jižní stranu věže prolamuje jedno velké půlkruhové barokní okno. Věž vrcholí novorenesančními trojúhelnými štíty.

### Presbytář
Presbytář čtvercového půdorysu je pravoúhle zakončen a na nárožích opatřen nakoso postavenými opěráky. Na jižní straně je zdoben kamennou sovou, na severní lidskou postavou na způsob chrliče. Presbytář je zaklenut síťovou klenbou, žebra jsou subtilní hruškovitého profilu. Na klenbě jsou malované znaky od J. Kohoutka.

## Zajímavosti

### Legenda ozkamenělém chlapci
Ke chrliči v podobě malého chlapce na kostele se vyjadřuje legenda. Podle ní stál blízko kostela dům, kam se nastěhovala jistá vdova. Její finanční situace se začala po jisté době zhoršovat, tak si přivydělávala jako služebná. Zatímco byla v práci, její syn lumpačil. Jednou, když se vracela z práce, viděla zástup lidí zírajících vzhůru na střechu kostela. Tam spatřila svého nezbedného syna pobíhajícího po posvátné budově. To ji silně rozčílilo a tak zakřičela: „Ty nezdaro, bodejť bys za ten hřích zkameněl!“ Jen to dořekla, její kletba se stala pravdou. Hoch se ani nestačil narovnat a proměnil se, i s vyplazeným jazykem, v kámen.

## Pravidelná shromáždění

### Bohuslužby v německém jazyce
Každou neděli od 10:30 se v kostele konají evangelické bohoslužby v německém jazyce. Farářkou pražského německého evangelického sboru je v současnosti Kristýna Malíšková Pilecká.

### Večerní bohoslužby
Každou neděli od 19:30 se v kostele konají tradiční bohoslužby nejen pro mládež. Bohoslužby nemají stálého kazatele. Střídají se zde převážně kazatelé ze sborů pražského seniorátu Českobratrské církve evangelické, ale také zde kážou kantoři či studenti Evangelické teologické fakulty Univerzity Karlovy. Zřídka pak na večerních bohoslužbách káže osobnost z jiné církve, např. Martin C. Putna. Rozpis kazatelů je dostupný online. Administrátorem kostela je Pavel Pokorný, synodní senior evangelické církve.
Na evangelické poměry je při večerních bohoslužbách častěji vysluhována svátost večeře Páně. K přijímání jsou zváni všichni pokřtění bez rozdílu církevní příslušnosti.
Po bohoslužbách se zejména mladí účastníci scházeli k rozhovorům v kavárně Marathon, která se nacházela v přízemí budovy Evangelické teologické fakulty. Vybírána byla ale i jiná místa.

### Sváteční bohoslužby
Ve svátečních obdobích roku se v kostele konají bohoslužby v českém jazyce i mimo nedělní termíny. Vzhledem k umístění kostela nedaleko Národní třídy se zde tradičně pořádají bohoslužby díkůvzdání na závěr oslav státního svátku 17. listopadu, vždy od 19:30, při nichž obvykle káže někdo ze signatářů Charty 77.

### Modlitby se zpěvy z Taizé
Od roku 2015 se u Martina ve zdi pravidelně konají každé první pondělí v měsíci od 19:30 modlitby se zpěvy z Taizé.